# Agrate Conturbia
Agrate Conturbia är en ort och kommun i provinsen Novara i regionen Piemonte i Italien. Kommunen hade 1 579 invånare (2018).